# Sondeur
Die Zeitschrift Sondeur – Monatsboulevard für Kultur und Politik, die zwischen April 1990 und März 1991 zwölf Ausgaben erlebte, war die Weiterführung der in der DDR erschienenen nicht-offiziellen Publikationsreihe Bizarre Städte (dreizehn Ausgaben zwischen 1987 und 1989).
Herausgeber beider Zeitschriftenprojekte war der in der DDR lebende griechische Publizist und Übersetzer Asteris Kutulas, der den Sondeur Anfang 1990 zusammen mit Stefan Körbel, Jannis Zotos, Ina Kutulas und Marina Bertrand gründete. Kurze Zeit später kam noch Tilo Köhler dazu, der zusammen mit Kutulas die inhaltliche Ausrichtung des Sondeurs prägte. Die Abnahme der gesamten Zeitschriften-Auflage durch den DDR-Postzeitungsvertrieb garantierte den Vertrieb in Ostdeutschland und führte zu relativ hohen Verkaufszahlen (zwischen 9.000 und 18.000 monatlich). Nach Auflösung des PZV Anfang 1991 war dem Projekt die wirtschaftliche Existenzgrundlage entzogen, das nach 12 Ausgaben sein Erscheinen einstellte.
Inhaltliche Schwerpunkte des Sondeurs waren literarische und publizistische Themen sowie Interviews mit diversen Künstlern, wie z. B. John Cage, Robert Rauschenberg, Rainer Fetting, Angela Hampel und Trak Wendisch. Einige Hefte hatten Themenschwerpunkte wie z. B. Reisen, Geld oder Malerei. Autoren der Zeitschrift waren u. a. Matthias Biskupek, Peter Böthig, Peter Brasch, Heinz Czechowski, Adolf Endler, Elke Erb, Jan Faktor, Fritz Rudolf Fries, Claudia Gehrke, Robert Gernhardt, Alban Nicolai Herbst, Werner Heiduczek, Stefan Heym, Matthias Baader Holst, Horst Hussel, Sabine Kebir, Uwe Kolbe, Frank Lanzendörfer, Detlef Opitz, Thomas Rosenlöcher, Rainer Schedlinski, Lothar Trolle, Peter Wawerzinek und Yury Winterberg.